# Makários II
Makários II (1870 - 28 juin 1950) fut archevêque de Chypre de 1948 jusqu'en 1950. Il nait Michail Charalambous Papaioannou dans le village de Prodromos en 1870. 
Après les troubles d'octobre 1931, Makários est exilé par les Britanniques. Il reste à Pangrati pendant la Seconde Guerre mondiale et retourne à Chypre le 22 décembre 1946.
Makários II est élu archevêque de Chypre, sans opposition, le 24 décembre 1947. Il meurt le 28 juin 1950 et lui succède Makários III.